# 坂根清一

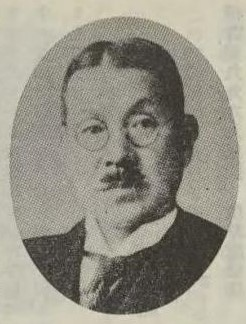
坂根清一

坂根 清一（慶應3年 - ?）は、日本の織元。
京都府市場村四辻出身。幼時に京都を出て染色を学び、その後、東京に出て小名木川綿布会社において紡績及び機械織布の実際を習得した。その後、独学で繊維工業の学理と実際を研究した。京都発明協会理事長を務めた。
1926年に全国発明表彰の有功賞を受賞した。
娘に日本最初の女性映画監督である坂根田鶴子がいる。

## 特許
- 特許第13135号 生糸様紡績絹糸製造法
- 特許第32368号 紡績絹糸の糸味を佳良ならしむる法